# Gerhard von Lenten
Gerhard von Lenten, auch Gerd von Lenten (* in Lübeck; † 9. Juli 1533 ebenda) war ein deutscher Politiker und Ratsherr der Hansestadt Lübeck.

## Leben
Gerhard von Lenten war Sohn des gleichnamigen Gewandschneiders († nach 1494) in Lübeck. Der Vater hatte 1461 gemeinsam mit dem Lübecker Ratsherrn und späteren Bürgermeister Andreas Geverdes je zur Hälfte das Dorf Westerau erworben und 1477 daraus die heute noch bestehende Westerauer Stiftung zur Unterstützung Bedürftiger begründet.
Gerhard von Lenten wurde 1528 zum Ratsherrn in Lübeck erwählt. Als Jürgen Wullenwever im Frühjahr 1533 in den Rat gelangt war, wurden die acht ältesten Ratsherren, darunter von Lenten, dazu gedrängt, ihre Amtsgeschäfte niederzulegen. Wenig später starb von Lenten.
Er war verheiratet mit Wobbeke, einer Tochter des Ratsherrn Hartwig Stange und bewohnte das Haus Sandstraße 20 in Lübeck. Der Ratsherr Heinrich von Calven war sein Schwager.